# AsoloArtFilmFestival
Asolo Art Film Festival è una rassegna cinematografica internazionale. Si tiene ogni anno ad Asolo, in Veneto.

## Storia
Le origini dell’Asolo Art Film Festival risalgono al 1973, quando, dalla felice intuizione di Flavia Paulon e dalla lungimiranza di un’amministrazione locale decisa a sostenere il risveglio culturale della città, nasceva ad Asolo il Festival Internazionale del Film sull'Arte e di Biografie d’Artista, destinato a diventare, sin dalla prima edizione, una delle rassegne più importanti al mondo dedicate al rapporto tra cinema e arti visive. 
La Biennale, in seguito alla contestazione del ’68, aveva infatti abbandonato la Mostra Internazionale del Film sull’Arte e tutte le altre rassegne cinematografiche minori. Fu così che Flavia Paulon, critica, saggista e funzionaria della Mostra del Cinema di Venezia da ben quarant'anni, qualche anno dopo, quando si presentò l’opportunità di dar vita a un’autonoma rassegna del Film sull'Arte nella cittadina di Asolo, colse l’occasione, ritenendola importante motivo di arricchimento per l’intera cinematografia mondiale.
Oltre ad esserne stata la fondatrice, Paulon fu il direttore artistico del Festival fino al 1982, per un totale di ben 10 edizioni: sotto la sua direzione la rassegna, patrocinata dall’UNESCO, vide un periodo di grande successo a livello internazionale, presentando ogni anno “le migliori opere inedite in Italia e nel mondo, sul tema specifico dell’arte, prodotte nel biennio”. Enrico Fulchignoni, il Presidente del Consiglio Internazionale del Cinema e della Televisione, divenne membro stabile della giuria.
Per garantire la qualità e l’internazionalità del Festival, Paulon pose sempre molta cura nella scelta dei membri della giuria, e interpellò persone di spicco nel settore del cinema e delle arti visive: basti citare i critici d’arte Guido Perocco, Umbro Apollonio, François Le Targat, i critici cinematografici Mario Verdone e Nedo Ivaldi, il famoso gallerista francese Aimé Maeght, il regista belga Henri Stork. Anche la selezione dei film per il concorso era preceduta da un accurato e sistematico lavoro di ricerca, che Paulon portava avanti in prima persona, grazie alla sua competenza in materia cinematografica e ai contatti con le persone più utili al reperimento di film di spessore, accumulati in tanti anni di lavoro alla Mostra del Cinema di Venezia.
La selezione era talmente rigorosa e il livello così elevato, che nel giro di poche edizioni il prestigio del Festival fu noto in tutto il mondo, tanto da essere ricalcato da altre rassegne affermatesi successivamente: a partire dal primo Gran Premio Asolo, assegnato alla pellicola di Andrej Tarkovskij “Andrej Rublëv”, innumerevoli sono i nomi di registi o artisti famosi, che hanno presenziato al Festival, come Alain Resnais, Jean Rouch, Henri Stork, Luciano Emmer, Giorgio Treves, Alberto Sordi, Fabrizio Plessi, Gaetano Pesce, Luca Verdone e Ingrid Bergam, alla quale venne consegnato nel 1977 il primo Premio Eleonora Duse.
Intorno alla metà degli anni ’90, la storia della rassegna asolana ha subito un’interruzione, per riprendere nel 2001 con il nome di Asolo Art Film Festival su iniziativa di Attilio Zamperoni e sotto la direzione artistica di vari personaggi di spicco della cinematografia italiana a cavallo dei secoli: Montanaro, Borin, Di Capua e, dal 2006, di Luciano Zaccaria. L’anno seguente viene costituita A.I.A.F. – Asolo International Art Festival, associazione no-profit il cui scopo principale era quello di rinnovare e rafforzare la manifestazione: durante il quindicennio di gestione A.I.A.F. il Festival tornò ad assumere una rinomanza internazionale, contando la partecipazione di oltre 80 nazioni per più di 8000 film pervenuti. Tra i premiati di queste stagioni, ricordiamo Mario Martone, Nicole Romine, Liu Zchenchen, e le attrici Ottavia Piccolo e Golshifteh Farahani, insignite del Premio Eleonora Duse.
Per il biennio 2015-2016 proposto dall’Associazione ALA-Armonioso Labirinto Asolano, il Festival di Film sull’arte torna ora a rivivere grazie all’impegno di Asolo Art Film Festival, una nuova realtà associativa, intesa a ristabilire il suo prestigio internazionale.
Dalla 37ª fino alla 38ª edizione di Asolo Art Film Festival la direzione artistica è stata affidata a Cosimo Terlizzi, regista e artista eclettico.
A partire dalla 39ª edizione il festival è diretto da Thomas Torelli, regista, autore e produttore indipendente.
Dalla 37ª edizione il festival è il primo nel suo genere ad essersi aperto al Video musicale, integrando una sezione dedicata ai Videoclip con particolare rilievo artistico, curata da Michele Faggi (edizioni 37ª, 38ª e 39ª)

## Categorie del concorso
- Film sull'Arte - lungometraggi
- Film sull'Arte - cortometraggi
- Film d'Arte/Videoarte
- Internet art
- Music Video/ Videoclip

## Premi
- Gran Premio Asolo per la migliore opera in concorso
- Premio Asolo sezione Film sull'Arte - miglior lungometraggio
- Premio Asolo sezione Film sull'Arte - miglior cortometraggio
- Premio Asolo sezione Film d'Arte/VIdeoarte
- Premio Asolo sezione Internet art
- Premio Asolo sezione Music Video

Oltre ai premi assegnati per ciascuna categoria, la giuria si avvale della facoltà di premiare opere che non potevano essere ignorate per la loro particolare e pregevole qualità, dando menzioni speciali.

## Vincitori del Gran Premio Asolo
- 1973 Andrei Rubliov di Andrej Tarkovskij, URSS
- 1974 Non assegnato
- 1975 Klimt et l'art nouveau di Jean-Louis Fournier, Francia
- 1976 La Civiltà Romanica in Toscana di Pino Adriano, Italia
- 1977 Edvard Munch di Peter Watkins, Norvegia
- 1978 Rembrandt di Jos Stelling, Paesi Bassi
- 1979 Edward Kienholkz e la sua art-show di Erwin Leiser, Germania
- 1980 Willem de Kooning di Erwin Leiser, Svizzera
- 1981 Light in the west: photography and the american frontier 1850-1890 di Michael Blackwood
- 1982 Geto: lo storico ghetto di Venezia di Alberto Castellani e Paolo Borgonovi, Italia
- 1983 Theodore Gericault di Lesly Megahey, Gran Bretagna
- 1984 American Picture Palace di Lee Bobker, USA
- 1988 ex aequo: Gli Uffizi storia di una galleria di Luca Verdone, Italia e Ranverso, precettoria degli antoniani di Michelangelo Dotta, Italia
- 2001 The vanishing border di Thomas Kutschker, Germania
- 2002 Sainkho di Erica Von Moeller, Germania
- 2003 Nella Napoli di Luca Giordano di Mario Martone, Italia
- 2004 Into the night with Marina Abramovic and Ismael Ivo di Edda Baumann-von Broen, Hanna Leissner, Germania
- 2005 Caravaggio, l'ultimo tempo di Mario Martone, Italia
- 2006 The Slippery Mountain di PROVMYZA (Galina Myznikova,Sergey Provorov) Russia
- 2007 Ing di Nicole Romine, USA
- 2008 Under construction di Liu Zhenchen, Francia
- 2009 Nora di Alla Kovgan e David Hilton, Stati Uniti/Regno Unito/Mozambico
- 2010 Les larmes da la luciole di Antoine Mocquet, Francia
- 2011 Pats of hate di Damian Nenow, Polonia
- 2012 How are you doing Rudolf Ming? di Roberts Rubins, Lettonia
- 2014 Memphis Tennessee - The city that changed the world di Claus Brendnbrock e Pagonis Pagonakis, Germania
- 2015 Filmer obstinement - Rencontre avec Patricio Guzman di Boris Nicot, Francia
- 2016 Bär di Pascal Florcks, Germania
- 2018 Roosenberg di Ingel Vaikla, Estonia/Belgio
- 2019 Gli Indocili di Ana Shametaj, Italia